# Strada statale 77 (Croazia)
La strada statale 77 (in croato Državna cesta 77; in sigla D77) è una strada statale della Croazia lunga 33,2km. 

## Percorso
La strada ha inizio allo svincolo di Rugovizza (Rugovici) dell'autostrada A8, a sud di Pisino, in Istria.
Continuando verso sud tocca molte piccole frazioni dei comuni di Gimino (Žminj), Sanvincenti (Svetvincenat) e Dignano (Vodnjan) ove termina sulla strada statale D75 (che a sua volta porta a Pola).
La strada corre parallela alla ferrovia istriana e alle autostrade A8 (Fiume-Canfanaro) e A9 (Umago-Pola).